# Ariasa
Ariasa é um género de insectos pertencentes à família Cicadidae.
As espécies desse género podem ser encontradas na América do Sul.
Espécies:
- Ariasa albimaculosa Sanborn, 2016
- Ariasa albiplica (Walker, 1858)
- Ariasa alboapicata (Distant, 1905)
- Ariasa arechavaletae (Berg, 1884)
- Ariasa bartletti Sanborn, 2016
- Ariasa bilaqueata (Uhler, 1903)
- Ariasa colombiae (Distant, 1892)
- Ariasa diupsilon (Walker, 1850)
- Ariasa egregia (Uhler, 1903)
- Ariasa maryannae Sanborn, 2016
- Ariasa nigrorufa (Walker, 1850)
- Ariasa nigrovittata Distant, 1905
- Ariasa russelli Sanborn, 2016
- Ariasa urens (Walker, 1852)
- Ariasa venezuelaensis Sanborn, 2020